# La città dei libri sognanti
'La città dei libri sognanti' è un romanzo di Walter Moers pubblicato per la prima volta in Germania nel 2004 e in Italia il 13 ottobre 2006. È il quarto libro pubblicato su Zamonia, il fantastico mondo di Moers "dove tutto è possibile tranne la noia". Moers finge di non essere l'autore del libro, ma il traduttore, spacciandolo per i primi due capitoli della biografia in venticinque volumi di Ildefonso de' Sventramitis, dal titolo Diario di viaggio di un dinosauro sentimentale.
Il romanzo è suddiviso in due parti, entrambe narrate in prima persona da Ildefonso de' Sventramitis. La prima è ambientata sulla superficie di Librandia, un'enorme città dove tutto ruota attorno alla scrittura, alla pubblicazione e alla collezione di libri di ogni genere.
La seconda parte, invece, si svolge nelle catacombe di Librandia, gli immensi e labirintici sotterranei della città, pieni zeppi di libri di ogni genere, da quelli viventi a quelli perigliosi.

## Trama
Dopo la morte del suo padrino poetico Danzelot lo Spaccasillabe, Ildefonso de' Sventramitis parte per Librandia, la città dei libri sognanti, alla ricerca dell'autore del manoscritto perfetto lasciatogli in eredità dal suo padrino. Avvelenato alla libreria antiquaria dello squalombrico Phistomefel Smeik, il vermicchione si risveglia nelle catacombe di Librandia, un labirinto sotterraneo pieno di libri, ma anche di numerosi pericoli. Durante il suo viaggio alla ricerca dell'uscita, Ildefonso finisce a Immonda, la discarica dei libri, incontra i librovori, sfugge alle grinfie degli arpiri e approda a Castel Ombrate, residenza del Re delle Ombre, che decide di insegnargli come si scrive. Il Re delle Ombre gli rivela poi di essere l'autore del manoscritto, causa delle sue disavventure, e che prima di essere una creatura mostruosa era un uomo; la sua trasformazione era avvenuta per mano di Phistomefel Smeik. I due, ormai diventati amici, decidono di risalire in superficie e, approdati nella casa di Smeik, Omuncolosso (questo il vero nome del Re delle Ombre) si fa colpire da un raggio di luce, mortale per lui, e dà fuoco alla casa del nemico, insieme a tutta Librandia. Ildefonso, scappando, viene investito dall'ispirazione che dà il via alla sua fortunata carriera di scrittore.

## Personaggi
Ildefonso de' Sventramitis
È un vermicchione. Lasciò Forte Vermicchio all'età di settantasette anni (età relativamente giovane per i vermicchioni) alla morte del suo padrino poetico Danzelot lo Spaccasillabe. In seguito si reca a Librandia dove avrà l'occasione di scoprire i terribili segreti dell'omonima città e troverà l'unza leggendo i libri della biblioteca personale del Re delle Ombre. Da questo momento continua a viaggiare per il continente Zamonico dove continuerà a scrivere la sua lunga bibliografia. Ildefonso non soltanto produrrà dei libri sulla sua vita, ma scriverà anche "Ensel e Krete", fiaba ambientata nella grande foresta che narra le avventure di due nani Lontandisottesi alle prese con la paura tipica della pubertà, e "L'accalappiastreghe" una rivisitazione del romanzo originale di Gofid Letterkel "Eco il cratto" (una storia diventata ormai popolare tra la popolazione zamonica). Ildefonso De Sventramitis è uno degli scrittori zamonici più importanti e dà un contributo fortissimo ad accrescere il prestigio della scrittura "made in Forte Vermicchio".
Danzelot lo Spaccasillabe
Il padrino poetico di Ildefonso de' Sventramitis, discende dai pionieri di Forte Vermicchio ed è uno zio della madre dello Sventramitis. Membro delle giurie di numerosi premi letterari, la sua unica opera è Il godimento dell'orto, un trattato sul cavolfiore e la concimazione. Nel corso di uno degli assedi a Forte Vermicchio, viene colpito da un sasso e per tre mesi crede di essere un armadio pieno di occhiali sporchi. Una volta guarito dall'allucinazione, si ammala di influenza e muore all'età di 888 anni.
Giromilò Lo Sbircio
È un tenebrone che possiede una libreria antiquaria a Librandia, specializzata nei saggi scientifici del professor dottor Abdul Noctambulotti. Fa parte dell'associazione dei librai del tricerchio.
Colofonio Lucorumido
Il più grande cacciatore di libri di tutti i tempi, il suo vero nome è Taron Trekko. Un canaglio, dopo il primo viaggio nelle catacombe ne ha intrapreso un secondo, dal quale non è, però, mai tornato. In realtà è stato avvelenato da Phistomephel Smeik, come successo a Ildefonso, e, ancora stordito dal veleno, è stato ferito gravemente dal suo eterno rivale Rongkong Coma. È stato poi curato dai librovori e ha continuato a vivere da loro. Muore di propria volontà davanti agli occhi dello Sventramitis, mentre i cacciatori di libri devastano la casa dei librovori. Ha scritto due libri: Le catacombe di Librandia e Il Re delle Ombre.
Claudio Ariarpista
Un cinghialoide, è un agente letterario e porta sempre con sé un blocchetto per annotarsi i titoli dei libri che gli vengono in mente. È in combutta con Phistomephel Smeik; alla fine, muore.
Inazea Anazazi
Una shokkia, gestisce una libreria antiquaria a Librandia, specializzata in letteratura shokkia. Fa parte dell'associazione dei librai del tricerchio.
Phistomephel Smeik
Uno squalombrico, ha una libreria antiquaria a Librandia in Vicolo dell'Omo Nero 333, ereditata dallo zio Hagob Saldaldian Smeik, che in realtà ha ucciso. Studia la scrittura. È un essere subdolo che controlla Librandia, tramite la musica ipnotica delle trombùccine, e tutto il mercato letterario. Il suo obiettivo è espandere il suo controllo a tutta Zamonia e abolire ogni genere di arte, a parte i concerti delle trombùccine. Ha fondato l'associazione dei librai del tricerchio, che devono versare a lui la metà dei loro introiti. Ha creato il Re delle Ombre; alla fine, muore nel rogo della sua libreria.
Re delle Ombre
Il signore delle catacombe, vive a Castel Ombrate. In realtà, è lo scrittore del manoscritto perfetto, trasformato in un colosso di carta di nome Omuncolosso da Phistomefel Smeik e Claudio Ariarpista perché, se fosse riuscito a pubblicare qualcosa, avrebbe mandato in malora il mercato dei libri controllato da Smeik. È stato esiliato nelle catacombe per uccidere i cacciatori di libri, diventati troppi. Anche volendo, non riuscirebbe a uscire dalle catacombe perché la luce gli farebbe prendere fuoco. Ha attirato lo Sventramitis nel suo castello per insegnargli come si scrive. Alla fine, riportato lo Sventramitis in superficie, si espone alla luce del sole e muore, portando con sé nell'incendio l'intera libreria di Smeik, compreso il proprietario.

### Librovori
I librovori sono alcuni dei tanti abitanti delle catacombe di Librandia, ma gli unici rispettosi dei libri. Si nutrono delle storie, delle poesie e dei poemi che leggono in continuazione; appartengono alla specie dei ciclopi, pur essendo molto bassi ed innocui. Hanno poteri telepatici e praticano l'ipnosi; non possono salire troppo in superficie perché una quantità troppo alta di ossigeno impedisce loro di respirare. I librovori hanno nomi di famosi scrittori zamonici e imparano a memoria tutte le opere dello scrittore da cui prendono il nome. I nomi di alcuni di loro sono stati creati anagrammando i nomi di scrittori realmente esistiti.
- Ojann Golgo van Fontheweg - Johann Wolfgang von Goethe
- Gofid Letterkerl - Gottfried Keller
- Danzelot lo Spaccasillabe
- Perla La Gadeon - Edgar Allan Poe
- Ali Aria Erkmirrner - Rainer Maria Rilke
- Sanotthe von Rhüffel-Estond - Annette von Droste-Hülshoff
- T.T. Strillalasalsiccia (T.T. Kreischwurst) - Kurt Schwitters
- Idro Blorn (Ydro Blorn) - Lord Byron
- Göfel Ramsella - Selma Lagerlöf
- Fatoma Senape (Fatoma Hennf) - E.T.A. Hoffmann
- Orca de Wils - Oscar Wilde
- Balono de Zacher - Honoré de Balzac
- Reta Del Petarrosto (Reta Del Bratfist) - Adalbert Stifter
- Ugor Vochti - Victor Hugo
- Holgo Bla (Hulgo Bla) - Hugo Ball
- Woski Disgrasciagur (Woski Ejstod) - Dostojewski
- Wonog A. Ciavarni (Wonog A. Tscharwani) - Iwan Gontscharow
- Collerico Cervellotico
- Ovidio de' Fresarime
- Akud Rimescolo
- Eseila Wimpershlaak - William Shakespeare
- Clas Raisden

### Numerazione dei capitoli
I capitoli sono numerati in base ottale. I numeri sono stati inventati da Walter Moers.

I numeri 01234567 in rune zamoniche

## Edizioni
- Walter Moers, La città dei libri sognanti, Salani, 2006,  p. 510, ISBN 88-8451-623-4.